# Mislav Bezmalinović
Mislav Bezmalinović, född 11 maj 1967 i Split, död 31 augusti 2024 i Split, var en kroatisk vattenpolospelare som tävlade för Jugoslavien under sin aktiva karriär. Han ingick i Jugoslaviens landslag vid olympiska sommarspelen 1988.
Bezmalinović spelade sju matcher och gjorde fyra mål i den olympiska vattenpoloturneringen i Seoul som Jugoslavien vann.
Bezmalinović tog VM-guld för Jugoslavien i samband med världsmästerskapen i simsport 1991 i Perth.